# Manton, Rutland
Manton är en ort och civil parish i Storbritannien.   Den ligger i grevskapet och kommunen Rutland och riksdelen England, i den sydöstra delen av landet, 130 km norr om huvudstaden London. Manton ligger 119 meter över havet och antalet invånare är 364. Den ligger vid sjön Rutland Water.
Terrängen runt Manton är platt. Runt Manton är det ganska tätbefolkat, med 144 invånare per kvadratkilometer. Närmaste större samhälle är Corby, 15,1 km söder om Manton. Trakten runt Manton består till största delen av jordbruksmark.